# 沃克環流

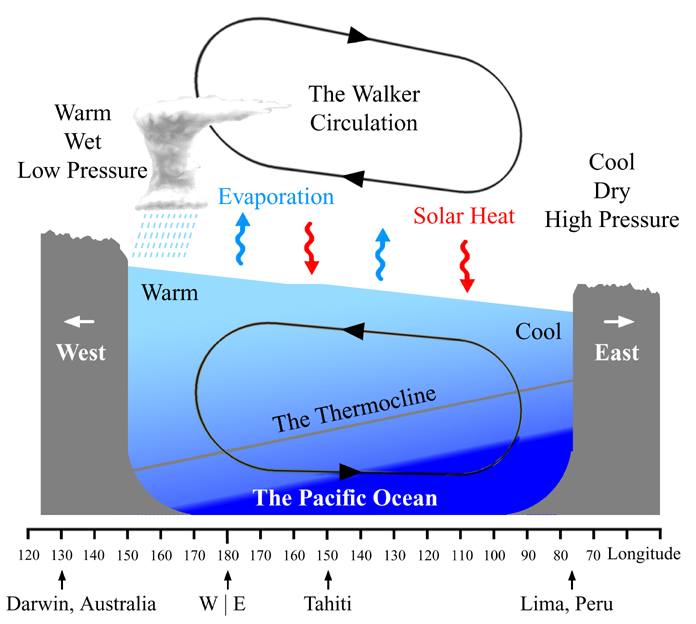
拉尼娜發生時，沃克環流中的東南信風把東太平洋溫暖的海水帶向西太平洋，赤道西太平洋就會出現温暖潮濕的低壓區，造成熱帶氣旋及雷暴等天氣現象。西太平洋的水位也因東風而比東太平洋高60厘米。另外，乾燥的空氣及較冷的海水會回流到東太平洋。當沃克環流逆轉，厄爾尼諾就會發生。

沃克環流（英語：Walker circulation）是太平洋赤道上的一股大氣環流。這股環流令南美洲的秘魯及厄瓜多爾對出太平洋表面的海水輻散，從而造成海底較冷的海水上昇。這股上昇流帶來豐富的養份，令漁獲增加。沃克環流是雅各布·皮叶克尼斯为了纪念吉尔伯特·沃克爵士（Sir Gilbert Walker）的开创性工作而命名的。

## 成因
近赤道的太平洋上海水溫度分佈並不平均，西太平洋較東太平洋為暖。新畿內亞及澳大利亞對出之溫暖洋面氣壓較低，空氣於低空輻合並向上昇，於對流層的高空向東及西輻散。於西太平洋上昇氣流的東支在秘魯及厄瓜多爾對出之較冷洋面上的高空冷卻並下沉，形成高壓區，下沉空氣輻散後成為東南信風，於低層向西流返回西太平洋，同時把水汽及熱能由東向西輸送。這個橫跨東西太平洋的大氣循環就是沃克環流。

## 厄尔尼诺現象與拉尼娜現象
當沃克環流減弱甚至反向，令赤道東至中太平洋海底較冷的海水停止或減少上昇，造成該處洋面異常溫暖，水氣由西太平洋輸向東面，這就是厄爾尼諾現象(El Niño)。當厄爾尼諾現象發生時，南美洲地區會出現暴雨，而東南亞、澳大利亞則出現乾旱。
相反地，當沃克環流異常強勁，導致東太平洋上昇流增強，洋面異常低溫，水氣由東向西大量輸送，就會出現拉尼娜現象(La Niña)。拉尼娜現象發生時，南美洲會出現旱情，而西太平洋因洋面溫暖而導致熱帶氣旋數量增多。
沃克環流事實上默默地影響著太平洋兩岸的農業及經濟，所引發的水災、旱災及風災嚴重威脅居民生命財產安全。例如1997年因嚴重的厄爾尼諾現象造成印尼乾旱，使山林大火一發不可收拾。
厄爾尼諾現象及拉尼娜現象統稱為聖嬰-南方振盪現象（El Niño-Southern Oscillation, ENSO），此種現象出現周期性循環，周期大約為4年。南方振盪指數可反映ENSO的趨勢，正值為拉尼娜，負值為厄爾尼諾。

## 參看
- 厄爾尼諾現象
- 拉尼娜現象